# روب إدواردز
روب إدواردز (بالإنجليزية: Rob Edwards) (25 ديسمبر 1982 المملكة المتحدة - ) هو لاعب كرة قدم بريطاني يلعب كمدافع.

## مسيرته الكروية
لعب روب إدواردز خلال مسيرته الاحترافية مع 9 أندية في أربعة عشر موسمًا وسجل خلالها 5 أهداف ضمن 212 مباراة. ولم يفز بأي موسم بالكأس أو بالدوري.
خاض روب إدواردز مسيرته مع نادي أستون فيلا في موسم 2002–03 لمدة موسم واحد، مشاركًا في 8 مباريات ولم يسجل أي هدف. ثم انتقل إلى نادي ديربي كاونتي في موسم 2003–04 لمدة موسم واحد، حيث شارك في 11 مباراة سجل خلالها هدفًا واحدًا. لينتقل بعدها إلى نادي وولفرهامبتون واندررز في موسم 2004–05 ليلعب معه أربعة مواسم، مشاركًا في 100 مباراة سجل خلالها هدفًا واحدًا أيضًا. ثم انتقل إلى نادي بلاكبول في موسم 2008–09 واستمر معه طيلة ثلاثة مواسم، مشاركًا في 59 مباراة سجل خلالها هدفين. هذا وانتقل لاحقًا إلى نادي نورويتش سيتي في موسم 2010–11 لمدة موسم واحد، مشاركًا في 3 مباريات ولم يسجل أي هدف. ثم انتقل بعدها إلى نادي بارنسلي في موسم 2011–12 لمدة موسم واحد، مشاركًا في 17 مباراة ولم يسجل أي هدف أيضًا. ليعود وينتقل من جديد، لكن هذه المرة إلى نادي شروزبري تاون في موسم 2012–13 لمدة موسم واحد، مشاركًا في 4 مباريات ولم يسجل أي هدف أيضًا.

## وصلات خارجية
روب إدواردز على موقع قاعدة بيانات كرة القدم.إي يو (الإنجليزية)
- روب إدواردز على موقع ناشيونال فوتبول تيمز (الإنجليزية)
- روب إدواردز على موقع Soccerbase.com (لاعب) (الإنجليزية)
- روب إدواردز على موقع عالم كرة القدم.نت (الإنجليزية)